# 郑凯木
郑凯木（1992年1月28日—）是中国职业足球运动员，能胜任中后卫或后腰。
郑凯木年幼时即从家乡湖北远赴上海在名帅徐根宝的足球基地受训，并入选国家少年队。2007年郑凯木转会回到湖北足协，次年进入武汉光谷，不过半年后俱乐部即退赛解散。2009年二次转会期间，郑凯木转会回到徐根宝领衔的上海东亚，参加中国足球甲级联赛。2011年，郑凯木又转会至刚刚组建的重庆足球俱乐部。2012年初，郑凯木在试训中得到上海申花法国主帅蒂加纳和球星阿内尔卡的一致认可，最终成功加盟上海申花。